# José Maestre Laborde-Boix
José Maestre Laborde-Boix (València, 1876 - ibidem, 1936) fou un advocat i polític valencià, germà de Francisco Maestre Laborde-Boix, comte de Salvatierra. Fou alcalde de València i diputat a les Corts Espanyoles durant la restauració borbònica.

## Biografia
Llicenciat en dret per la Universitat de València, fou membre destacat del Partit Conservador de la fracció de Juan de la Cierva y Peñafiel, com el seu germà Francisco. José Maestre es presentà a les eleccions municipals de 1903 pel districte d'Universitat, però fou derrotat pels candidats carlistes i republicans. A les següents eleccions de 1905 si fou elegit regidor pel mateix districte, càrrec que va retindre fins a l'any 1907, quan fou nomenat alcalde. Durant el seu mandat com a alcalde de València es van fer els preparatius per a l'Exposició Regional Valenciana, així com grans avanços en matèria urbana com ara la construcció de l'actual palau consistorial de València, l'inici del plantejament de l'edifici del Banc d'Espanya al barri de peixcadors, l'inici de la construcció de l'edifici de tabacalera i de l'Estació del Nord de València. Per altra banda, exercí una dura repressió contra el sindicalisme i contra els republicans del PURA, que eren majoria al consistori. Els problemes financers de la corporació municipal durant la primera legislatura de Maestre van fer que les subvencions municipals a la Fira de Juliol, les falles i el carnestoltes es vegeren dràsticament reduïdes. Després del seu càrrec, fou elegit diputat a les Corts Espanyoles pel districte d'Énguera el 1914-1916 i el 1918-1920.
El 1923 donà suport la dictadura de Primo de Rivera, però tot i això, la dictablanda del general Dámaso Berenguer el designa novament alcalde de València el març de 1930. Durant el seu segon mandat com a alcalde de la ciutat, Maestre es veu paralitzat per la situació social. Urbanísticament, s'instal·len els primers semàfors de la ciutat al carrer de la Pau i a la plaça de la Reina, que, junt amb l'alameda, són remodelats. A la tardor de 1930, diversos mitins republicans com el de la plaça de bous contribueixen a enrrarir l'ambient social i el desembre hagué de reprimir una vaga general i un sindicalista va morir per trets d'un guàrdia de seguretat. En un temps on va anar creixent la sensibilitat valencianista, se celebren homenatges a la senyera al juliol, on es presentada davant 60.000 persones, Maximilià Thous i Orts presenta la versió en valencià de l'himne de l'exposició i la Diputació de València i l'ajuntement presidit per Maestre s'uneixen per a demanar la cooficialitat del valencià. Quan es va proclamar la Segona República Espanyola l'abril de 1931 fou destituït. Posteriorment es va afiliar a la Dreta Regional Valenciana, però no hi va ocupar cap càrrec important.
José Maestre va morir el febrer de 1936 amb seixanta anys, poc abans d'esclatar la guerra civil espanyola.